# Björkesjö (Fröskogs socken, Dalsland)
Björkesjö är en sjö i Bengtsfors kommun och Åmåls kommun i Dalsland och ingår i Göta älvs huvudavrinningsområde. Sjön är 18 meter djup, har en yta på 0,266 kvadratkilometer och är belägen 113 meter över havet.

## Delavrinningsområde
Björkesjö ingår i det delavrinningsområde (654001-130468) som SMHI kallar för Utloppet av Björkesjö. Medelhöjden är 131 meter över havet och ytan är 3,63 kvadratkilometer. Det finns inga avrinningsområden uppströms utan avrinningsområdet är högsta punkten. Vattendraget som avvattnar avrinningsområdet har biflödesordning 5, vilket innebär att vattnet flödar genom totalt 5 vattendrag innan det når havet efter 190 kilometer. Avrinningsområdet består mestadels av skog (79 procent). Avrinningsområdet har 0,73 kvadratkilometer vattenytor vilket ger det en sjöprocent på 20,1 procent.